# Santa Cruz Norte
Santa Cruz Norte es una montaña de la Cordillera Blanca en los Andes centrales de Perú; se ubica dentro del distrito de Santa Cruz en la provincia de Huaylas en la región Áncash. Tiene una altura de 5,829 metros sobre el nivel del mar (19,124 pies).

## Ascensiones históricas

### Primera Expedición
Japón: El 24 de julio de 1967, los japoneses Akira Miyashita, Mitsuaki Nishigori, Takehiko Hayashi y Kazutomo Kobayashi logran alcanzar la cumbre del Santa Cruz Norte por primera vez por la arista oeste. Rodearon la laguna Cullicocha por el lado norte para luego alcanzar el lado sur de la laguna Rajcocha, luego ascendieron por el glaciar hasta la alcanzar la arista oeste a 5400 metros.